# یامچی سفلی
یامچی سفلی یک روستا در ایران، استان اردبیل، شهرستان نیر است که در دهستان رضاقلی قشلاق واقع شده‌است. یامچی سفلی ۱۰۶ نفر جمعیت دارد. 
شغل اهالی این روستا دامپروری و کشاورزی می باشد که اکثرا بصورت دیم بوده و شامل کشت گندم و جو می باشد کشت آبی نیز تا حدودی جریان دارد پرورش زنبور عسل به تازگی از فعالیت های تعدادی از اهالی روستا شده است.
اکثر نام های خانوادگی این روستا یامچی سفلی و یامچلو است و نام خانوادگی شاهنده نیز رواج دارد و این روستا قدمتی چند صد ساله دارد. نزدیک به هشتاد سال قبل چند خان به نام های کامران و داریوش و پرویز و دیگر خان ها برای احداث این روستا به این منطقه از باکو سفر کرده و اکنون این روستا آباد شده است.